# Casa Nova (Sant Bartomeu del Grau)
La Casa Nova és un edifici de Sant Bartomeu del Grau (Osona) inclòs a l'Inventari del Patrimoni Arquitectònic de Catalunya.

## Descripció
Es tracta d'un edifici de dos pisos, de planta rectangular i teulat a doble vessant lateral a la façana de la porta d'entrada. Els murs són de pedres irregulars arrenglerades volgudament amb poc morter. Sembla que l'edifici no ha sofert gaires modificacions cosa que el fa tenir un aspecte molt unitari.
Tot i estar deshabitada no està abandonada i l'hort encara es cultiva.